# 奥都剌
奥都剌（1340年—1370年），又作阿卜杜拉汗，钦察汗国（金帐汗国）第二十二任可汗，月即别的儿子。
1361年9月，别儿迪别的女婿马麦拥立札尼别的的兄弟奥都剌推翻帖木儿火者。之后国都别儿哥萨莱被斡耳都灭里、乞里迪别、阿木剌、米耳·不剌、阿即思汗占据。1367年，马麦协助他夺得萨莱，1368年，哈桑·貝格汗将他赶出萨莱。1369年，他重新夺回萨莱，1370年，奥都剌死后，其子马合麻·布剌克即位。
| 前任： 阿即思汗    | 金帐汗国君主 1367年—1368年 | 繼任： 哈桑·貝格汗   |
| 前任： 哈桑·貝格汗 | 金帐汗国君主 1369年—1370年 | 繼任： 马合麻·布剌克 |